# Alfredo Jiménez-Millas
Alfredo Jiménez-Millas Gutiérrez (Madrid, 11 de enero de 1912-ibidem, 4 de abril de 1987) fue un político español de extrema derecha. Miembro señalado de Falange, se alistó en la División Azul durante la Segunda Guerra Mundial y posteriormente ocupó cargos relevantes en el seno de la Dictadura franquista.

## Biografía

### Juventud y primeros años
Nacido en noviembre de 1912, era hijo de Emilio Jiménez-Millas y Cano, piloto y capitán de ingenieros, fallecido en un siniestro de aviación en 1917. Durante su juventud fue militante del Partido Nacionalista Español (PNE). Con apenas 19 años participó en la fallida «Sanjurjada» de 1932, tras lo cual fue detenido y condenado a un año de prisión. Acaudilló la facción monárquica del PNE más proclive a la connivencia con el carlismo, perfilada durante la primavera de 1933 en oposición a la facción fascistizante.
En Madrid frecuentó las tertulias del Café Lyon organizadas por el comandante Emilio Rodríguez Tarduchy, formando parte del núcleo fundador de Falange. Activo en las centurias de la Falange, en 1935 fue recipiente de la Palma de Plata otorgada por el partido, que le fue concedida por José Antonio Primo de Rivera por su participación en un tiroteo sostenido contra militantes socialistas de la Guindalera. Enviado a Valencia en julio de 1936, resultó detenido y condenado, pasando el resto de la guerra civil en prisión.

### Dictadura franquista
Tras la instauración del régimen franquista, Jiménez-Millas llegó a tener un papel significado en el seno de la dictadura. En mayo de 1941 realizó una visita a la Alemania nazi, acompañando al delegado nacional de Sindicatos Gerardo Salvador Merino. Englobado dentro del grupo de falangistas molestos con Franco durante la Segunda Guerra Mundial por no apostar decididamente por el Nuevo Orden nazi, marchó voluntario a combatir al Frente Oriental en la llamada División Azul.
A su regreso a España pasó a desempeñar puestos de responsabilidad en la Organización Sindical Española.
Considerado por algunos autores como un «fascista» y un auténtico «camisa vieja», en abril de 1957 fue nombrado vicesecretario general de FET y de las JONS. Especialmente crítico con los métodos y el estilo del ministro-secretario general, José Solís, durante este periodo Jiménez-Millas mantuvo frecuentes desencuentros con su superior jerárquico. Tras una serie de incidentes terminaría dimitiendo de su puesto a comienzos de 1961. Con posterioridad fue integrante de la sociedad de Fomento de Actividades, Culturales, Económicas y Sociales (FACES), que en 1962 adquirió el diario vespertino Madrid.
Durante la dictadura franquista llegó a ser procurador en Cortes y miembro del Consejo Nacional del Movimiento. Representante por el tercio sindical en las Cortes franquistas, fue uno de los 59 procuradores que, fallecido el dictador, votaron el 18 de noviembre de 1976 en contra de la aprobación de la Ley de Reforma Política.

## Reconocimientos
- Gran Cruz de la Orden Civil del Mérito Agrícola (1974)[17]